# Низовцев, Константин Станиславович
Константин Станиславович Низовцев (25 марта 1979, Пермь) — российский футболист, защитник и нападающий.

## Биография
Воспитанник пермской СДЮШОР «Энергия». На взрослом уровне начал выступать в 1996 году в составе «Амкара», но не был игроком основы, сыграв за три сезона только 5 матчей во втором дивизионе и три игры в Кубке России. В 1998 году «Амкар» стал победителем зонального турнира второго дивизиона и поднялся в первый, после этого футболист покинул клуб. Затем в течение трёх сезонов выступал за пермское «Динамо».
В 2002 году перешёл в «КАМАЗ», с которым год спустя стал победителем зонального турнира второго дивизиона. В 2004 году сыграл свои первые матчи в первом дивизионе, но после окончания сезона ушёл из клуба. С 2005 года в течение трёх с половиной лет играл за альметьевский «Алнас», в его составе провёл 100 матчей во втором дивизионе. Летом 2008 года перешёл в подольский «Витязь», игравший дивизионом выше, но не закрепился в составе, сыграв лишь один матч. Сезон 2009 года провёл в «Челябинске».
С 2010 года выступал за оренбургский «Газовик», в том же году стал победителем зонального турнира второго дивизиона и следующий сезон провёл в ФНЛ. В конце профессиональной карьеры играл за клубы второго дивизиона. Завершил карьеру в 2015 году и затем выступал в Перми на любительском уровне.
Всего сыграл на профессиональном уровне в первенствах страны более 430 матчей (53 матча — в первом дивизионе, остальные — во втором). В Кубке России сыграл 38 матчей, несколько раз принимал участие в играх 1/16 финала — в 2003 году против «Зенита», в 2004 году против «Сатурна» и в 2012 году против «Кубани».

## Достижения
- Победитель второго дивизиона России: 1998 (зона «Урал»), 2003 (зона «Урал-Поволжье»), 2010 (зона «Урал-Поволжье»)